# Elisabet Spiegelberg
Elisabet Spiegelberg, även kallad Elisabeth Denner-Spiegelberg, född Denner år 1681 i Nürnberg, död 1757 i Hamburg, var en tysk skådespelare och teaterdirektör. Hon var känd som skådespelerska i Skandinavien och senare också ledare för ett av de mer betydande av de utländska teatersällskap som turnerade i Norden före grundandet av en inhemsk teater. 
Elisabet Spiegelberg var dotter till en skådespelare, Denner den äldre, och syster till Denner den yngre, känd som Harlekinaktör. Hela familjen var anställd vid det tyska Velthenska sällskapet, som 1707-10 turnerade i Skandinavien. Hon blev som sådan berömd och särskilt känd för sin tolkning som Eva i Der Gefallene Mensch. Hon gifte sig 1710 med sin kollega Johann Christian Spiegelberg, som samma år bildade ett eget teatersällskap. Hon beskrivs som sällskapets primadonna och en av dess främst krafter. Speigelbergs teatersällskap var särskilt känt i Skandinavien, där det turnerade i Danmark, Norge och Sverige och under sin samtid utgjorde den kanske mest betydande teatern i Norden, där teaterverksamheten vid denna tid var outvecklad: de besökte Danmark 1718-19 och Norge 1732-33. Efter makens död i Norge 1732 övertog Elisabet Spiegelberg själv ledarskapet för teatern. I Sverige blev hon under denna tid känd som "Principalinnan" eller "Comödiantskan" Elisabet Spiegelbergin. Hon turnerade mellan de svenska landsortstäderna, bland dem Norrköping 1735 och Göteborg 1737. Hon återvände senare till Tyskland, där hon från 1740 till sin död var verksam inom Schönemans teatersällskap i Lüneburg.